# 심야카페: 미씽 허니
《심야카페: 미씽 허니》는 2022년에 개봉한 대한민국의 영화이다.

## 캐스팅
- 채서진 : 남궁윤 역
- 이이경 : 안태영 역
- 신주환
- 정영주
- 문숙
- 건일
- 조유하 : 은서 역